# Hobson (Montana)
Hobson es una ciudad ubicada en el condado de Judith Basin en el estado estadounidense de Montana. En el Censo de 2010 tenía una población de 215 habitantes y una densidad poblacional de 345,88 personas por km².

## Geografía
Hobson se encuentra ubicada en las coordenadas 46°59′59″N 109°52′27″O / 46.99972, -109.87417. Según la Oficina del Censo de los Estados Unidos, Hobson tiene una superficie total de 0.62 km², de la cual 0.62 km² corresponden a tierra firme y (0%) 0 km² es agua.

## Demografía
Según el censo de 2010, había 215 personas residiendo en Hobson. La densidad de población era de 345,88 hab./km². De los 215 habitantes, Hobson estaba compuesto por el 98.14% blancos, el 0% eran afroamericanos, el 1.86% eran amerindios, el 0% eran asiáticos, el 0% eran isleños del Pacífico, el 0% eran de otras razas y el 0% pertenecían a dos o más razas. Del total de la población el 0.47% eran hispanos o latinos de cualquier raza.